# Darryl Hanah
Darryl Hanah (née le 14 juillet 1972 à Sacramento en Californie, États-Unis d'Amérique) est une actrice pornographique américaine. Elle commence sa carrière à l'âge de 33 ans en 2005 et a depuis tourné plus de 180 films.

## Biographie
Elle ne doit pas être confondue avec l'actrice homophone Daryl Hannah.
Elle est née le 14 juillet 1972 à Sacramento. Elle a des origines allemandes et suédoises. Elle a grandi dans le comté de Mendocino. Elle travaille durant 14 ans dans un restaurant. Elle débute dans le porno à l'âge de 33 ans en septembre 2005.

## Filmographie sélective
- 2016 : Lesbian Seductions - Older/Younger 53
- 2015 : Women Seeking Women 113
- 2014 : MILF Mania
- 2014 : Moms Bang Teens 7
- 2013 : Anal Freak of the Week
- 2013 : Lesbian Coeds 2
- 2012 : Kittens and Cougars 5
- 2012 : Oops I Milfed Again
- 2011 : Filthy Mommies
- 2011 : My Mom's Best Friend
- 2010 : Mother-Daughter Exchange Club 15
- 2010 : Mother-Daughter Exchange Club 13
- 2010 : Mother-Daughter Exchange Club 10
- 2010 : Women Seeking Women 66
- 2009 : Girls Kissing Girls 3
- 2009 : Mother-Daughter Exchange Club 8
- 2009 : Mother-Daughter Exchange Club 7
- 2009 : Mother-Daughter Exchange Club 5
- 2009 : Lesbian Adventures: Lingerie Dreams
- 2008 : Pussy Playhouse 18
- 2007 : When Girls Play 6
- 2006 : Pussy Party 15
- 2006 : Girlvana 2
- 2005 : Black Dick in Me POV 2

## Récompenses
- 2006 : CAVR Award - Best Milf (1 prix & 3 nominations) (2007, 2008 & 2009)[2]

Nominations
- 2008 : Nommée aux XRCO Awards dans la catégorie MILF Of The Year[3]
- 2009 : Nommée aux AVN Awards dans la catégorie MILF/Cougar Performer of the Year[4]
- 2009 : Nommée aux XRCO Awards dans la catégorie Milf Of The Year[5]
- 2010 : Nommée aux AVN Awards dans la catégorie Best Group Sex Scene pour le film The 8th Day[6]
- 2010 : Nommée aux AVN Awards dans la catégorie MILF/Cougar Performer of the Year[6]